# Hexatoma perrara
Hexatoma perrara är en tvåvingeart som beskrevs av Alexander 1936. Hexatoma perrara ingår i släktet Hexatoma och familjen småharkrankar. Inga underarter finns listade i Catalogue of Life.